# Сан Бјађо (Месина)
Сан Бјађо је насеље у Италији у округу Месина, региону Сицилија.
Према процени из 2011. у насељу је живело 117 становника. Насеље се налази на надморској висини од 438 м.